# Lesson 1
《Lesson 1》（第1輯）是E-girls的第1張原創專輯。於2013年4月17日發行。唱片公司為rhythm zone。

## 概要
- 收錄第1張單曲《Celebration!》至第5張單曲《CANDY SMILE》5首A面曲、6首B面曲和新曲等，共14首曲目。
- 新曲《Shiny girls》是ABC-MART「adidas ハニー インヒール」的電視廣告歌曲。
- EGD的木津玲奈退出E-girls前最後參與的專輯。
- 本作分「初回限定盤（CD+DVD）」和「CD盤」2種版本
- 「初回限定盤」收錄了《Celebration!》、《Follow Me》、《JUST IN LOVE》等6首歌曲的Music Video，並收錄E-girls於《EXILE LIVE TOUR 2011 TOWER OF WISH ～祈願之塔～》表演「E-Girls Anthem」的影像。
- 在4月29日於公信榜專輯週排行榜取得第1位，成為E-girls出道以來首張公信榜每周銷量排名第一的專輯。

## 收錄內容

### CD
1. Follow Me
（作詞：藤林聖子、作曲：Jam9・ArmySlick）
3rd單曲、Samantha Thavasa《Samantha Thavasa ALL STARS》電視廣告歌曲、朝日電視台「お願い!ランキング」2012年10月份片尾曲
2. CANDY SMILE
（作詞：岡田マリア・Litz、作曲・編曲：CLARABELL）
5th單曲、UHA味覺糖「e-maのど飴」的電視廣告歌曲
3. Loving bell
（作詞：Jam9、曲：Jam9・ArmySlick）
4. One Two Three
（作詞：Yosuke Nimbari・藤林聖子、作曲：ArmySlick・Yosuke Nimbari）
2nd單曲、Samantha Thavasa《Samantha Thavasa Resort Golf & Travel》電視廣告歌曲、朝日電視台「musicる TV」2012年4月份片尾曲和OPA「Oh! Bargain」電視廣告歌曲
5. READY GO
（作詞：Yu Shimoji、作曲：原一博）
3rd單曲、《Follow Me》的B面曲
6. Shiny girls
（作詞：Yu Shimoji、作曲：Kohei Yokono・ULO）
ABC-MART「adidas ハニー インヒール」的電視廣告歌曲
7. Take it Easy!
（作詞：Emyli・NA.ZU.NA、作曲：ArmySlick・NA.ZU.NA）
8. love letter（Album special Version）
（作詞：Jam9、作曲：Jam9・ArmySlick、編曲：ArmySlick）
5th單曲、《CANDY SMILE》的B面曲
9. 喜歡嗎?（好きですか?）
（作詞：Masato Odake、作曲：SHIBU）
3rd單曲、《Follow Me》的B面曲
10. JUST IN LOVE
（作詞：藤林聖子、作曲：Emyli・NA.ZU.NA、編曲：ArmySlick）
4th單曲、《THE NEVER ENDING STORY》的B面曲
11. Celebration!
（作詞：Shoko Fujibayashi、作曲:ArmySlick）
1st單曲、LAZONA川崎廣場《Lazona冬季酬賓》電視廣告歌曲
12. 向日葵（E-girls Version）（ヒマワリ (E-Girls Version)）
（作詞:Jam9、作曲:Jam9・ArmySlick）
3rd單曲、《Follow Me》的B面曲
13. 我回來了!（Album special Version）（ただいま!（Album special Version））
（作詞：Masato Odake、作曲：UTA (Tiny Voice Production)）
2nd單曲、《One Two Three》的B面曲
14. THE NEVER ENDING STORY ～告訴你一個小秘密～（THE NEVER ENDING STORY 〜君に秘密を教えよう〜）
（作詞：Keith Forsey・藤林聖子（日本語訳詞）、作曲：Giorgio Moroder、編曲：h-wonder）
4th單曲、富士電視台劇集《彼布利亞古書堂事件記事簿》主題曲

### DVD
1. Celebration! （Music Clip）
2. One Two Three （Music Clip）
3. Follow Me （Music Clip）
4. THE NEVER ENDING STORY ～告訴你一個小秘密～ （Music Clip）
5. JUST IN LOVE （Music Clip）
6. CANDY SMILE （Music Clip）
7. E-Girls Anthem <EXILE LIVE TOUR 2011 TOWER OF WISH ～祈願之塔～>（Bonus Track）

## 選拔成員

### Loving bell
- 主唱：Erie、鷲尾伶菜、川本璃

### Shiny girls
- 主唱：Shizuka、Aya、Ami、Erie、藤井夏戀、鷲尾伶菜、武藤千春、武部柚那、川本璃

### Take it Easy!
- 主唱：武藤千春、武部柚那、川本璃

### love letter（Album special Version）
- 主唱：Shizuka、Aya、武藤千春、川本璃

### 我回來了!（Album special Version）
- 主唱：Shizuka、Aya、Ami、Erie、藤井夏戀、杉枝真結、鷲尾伶菜、武藤千春、武部柚那、川本璃